# 双枝囊双吸虫
双枝囊双吸虫（学名：Didymozoon biramus）为囊双科囊双吸虫属的动物。在中国大陆，分布于南海、东海、黄海等海域，营寄生生活，寄生部位为鳃盖内面、假鳃、背鳍等。该物种的模式产地在海南岛。